# برنارد ونايت
برنارد ونايت (بالإنجليزية: Bernard Knight)‏ هو عالم أمراض بريطاني، ولد في 3 مايو 1931 في كارديف في المملكة المتحدة.

## وصلات خارجية
- برنارد ونايت على موقع IMDb (الإنجليزية)